# Cronache di Gerusalemme
Cronache di Gerusalemme è un fumetto autobiografico di Guy Delisle. Ha ricevuto il Fauve d'or (premio per il miglior albo a fumetti al Festival international de la bande dessinée d'Angoulême) del 2012.
Sulla falsariga dei fumetti precedenti di Guy Delisle, ambientati in Cina (Shenzen), in Birmania (Cronache birmane) e in Corea del Nord (Pyonyang), Cronache di Gerusalemme racconta di un soggiorno dell'autore e della sua famiglia in Israele e in Palestina.

## Edizioni italiane
Le ristampe italiane del fumetto includono le seguenti edizioni:
- Cronache di Gerusalemme, Edizioni Rizzoli Lizard, 2012, brossurato, 336 pagine a colori, ISBN 9788817057301

## La trama

### La storia
Guy Delisle e la sua famiglia si trasferiscono per un anno a Gerusalemme, negli alloggi di Medici senza frontiere, organizzazione per cui lavora sua moglie. Suddividendo le sue attività tra la preparazione del suo progetto a fumetti e quelle di casalingo, percorre giorno dopo giorno la città e il paese facendone schizzi sul suo block notes. Trovandosi all'interno di un paese fortemente segnato dal Conflitto Israelo-Palestinese, Delisle ne mostra i diversi aspetti e le contraddizioni. 

### I personaggi e i temi
I personaggi principali attorno ai quali si svolge la storia sono Delisle stesso e i suoi famigliari (la compagna Nadège e i due figli Louis di cinque anni e Alice di due). Numerosi i personaggi incontrati da Delisle nel corso della storia, dal personale di Medici senza frontiere ad altri stranieri di stanza a Gerusalemme, a famiglie locali che abitano nelle colonie. I vari incontri sono occasioni per descrivere il paese, il conflitto israelo-palestinese e gli argomenti di ciascuna delle parti in causa.

### Lo stile
Lo stile di Delisle è fatto di disegni basati su di un tratto lineare, che risultano “semplici e puliti e informali senza essere sciatti”. È il primo fumetto in cui Delisle inserisce il colore, ma lo fa con molta parsimonia, al fine di portare l'attenzione su certi oggetti importanti come mappe, rumori forti o ricordi. ".